# NGC 6963
NGC 6963 est une paire d'étoiles située dans la constellation du Verseau,. L'astronome français Guillaume Bigourdan a enregistré la position de cette paire le 12 aout 1885.
Notons que la base de données astronomique HyperLeda assimile, à tort, NGC 6963 à une observation double de NGC 6965 (IC 5058), une galaxie visuellement située toute proche.